# 奈良日日新聞
奈良日日新聞（ならにちにちしんぶん）は、奈良県で発行されていた地方紙。奈良日日新聞社（奈良市）が2019年（平成31年）4月まで発行していた。

## 概要
元々は日刊紙で、昭和期には奈良県の主力県域新聞だった時期もあるが、経営難による休刊や週刊新聞への移行を経て、2019年4月に事実上の廃刊となり、奈良日日新聞社は奈良新聞に事業統合された。かつては大和西大寺駅南側に本社ビル（現:三和西大寺ビル）を構えていたが、廃刊時点の本社所在地は奈良市法華寺町の奈良新聞社・本社内であった。
配達エリアは奈良県内および京都府相楽郡で、同エリアおよびその周辺地域（大阪府の近鉄奈良線沿線を含む）の駅売店・コンビニエンスストアなどでも販売されていた。

## 歴史
1898年（明治31年）、日刊紙『奈良新聞』として創刊（現存の『奈良新聞』とは別）。1941年（昭和16年）、第二次世界大戦に伴う新聞統制により『中和新聞』『大和日報』と経営統合し、『奈良日日新聞』に改題する。
1954年（昭和29年）に『奈良日日新聞』は休刊。同年、同社社員の杉田信義らが日刊紙『新奈良日』を創刊。同紙は1962年（昭和37年）に『奈良日日新聞』に改題した。このように奈良日日新聞は紆余曲折を経ているが、同社では1898年を「創刊」としている。

### 休刊と復刊
戦後、同社は不動産事業を展開し、近畿大学の誘致関連やマンション事業などが好調となったほか、首都圏でも事業を行っていた。
バブル景気前に南都銀行から派遣された社長の村田は、発行部数の拡大を目指したが失敗し、新聞事業は年間10億円以上の赤字を抱えるに至った。このため同事業の赤字を補填するため不動産事業の拡大を行い、同銀行主体で約100億円以上の事業融資を受けた。しかし、バブル崩壊にともない新聞事業の経営不振を埋めることができなくなったことや、同銀行が不良債権問題などで経営が揺らいだことから大規模事業より撤退し、村田も社長を辞任した。この結果、事業資金が続かなくなり発行継続が困難になった。
2005年（平成17年）11月30日付で、同紙は休刊となった。その後、競合紙である奈良新聞のオーナー・西島謹二が中心となり、2006年（平成18年）8月に新会社「奈良日日新聞社」が設立される。休刊前の発行元より題字と発行権を継承し、2006年10月27日付朝刊から復刊した。また、2009年（平成21年）1月21日付で日本新聞協会に加盟した。

### 日刊の再休刊と週刊移行
しかし再び経営状況が悪化し、2010年（平成22年）7月10日付で日刊紙としての発行を終了、『WEEKLY Naranichi』と改題して毎週金曜日発行の週刊紙へ移行する。同時に奈良新聞社と営業など一部の業務を統合し、日本新聞協会も退会した。これにより、奈良県における日刊の県域新聞は奈良新聞1社のみとなった。なお『WEEKLY Naranichi』は2013年（平成25年）8月9日付で題号を『奈良日日新聞』に戻している。

### 奈良新聞と統合、事実上の廃刊へ
2019年4月5日、奈良日日新聞社は、デジタル化の進展や紙媒体の衰退などを理由として、奈良新聞と業務統合し、4月26日付紙面を以て『奈良日日新聞』を休刊（事実上の廃刊）させることを発表した。発行元の法人そのものは存続し、奈良新聞などの広告代理店となった。

## 紙面内容
- 2006年の復刊後の日刊紙としての内容
  - 原則としてブランケット判・毎日8ページ立て。1面と最終面はカラー印刷。
  - 地域密着型の県域情報やニュースを掲載。
  - 1行10字の読みやすい文字を採用。

### テレビ番組表
基本的には日刊で発行していた時は中頁で掲載していたが、週間への移行後は掲載をやめている。
- NHK（総合・教育）および、近畿広域圏を放送対象地域とする民放各局をフルサイズ、奈良テレビ放送（県内を放送対象地域とする）およびテレビ大阪、NHK（BS1・BSプレミアム）、WOWOWプライムをハーフサイズで掲載。